# 麥基山
66°56′S 52°39′E / 66.933°S 52.650°E
麥基山是南極洲的山峰，位於恩德比地，屬於斯科特山脈的一部分，處於斯梅瑟斯特山以南7.4公里，該山峰根據澳大利亞探險隊拍攝的空中照片被繪入地圖。